# 法科大学院
法科大学院（ほうかだいがくいん）は、法曹（弁護士・検察官・裁判官）に必要な学識及び能力を培うことを目的とする日本の専門職大学院。
LL.M.コースなどを除き、法科大学院を修了すると、司法試験の受験資格と「法務博士（専門職）」の専門職学位が与えられる。アメリカ合衆国のロー・スクールをモデルとした制度であることからロー・スクール（Law School, School of Law）と通称される。
大学院法学研究科の専攻部門ではなく、大学院法務研究科や高等司法研究科など独立した研究科として設置されている場合が多い。既存の研究科の専攻の一つとして設置している大学もある。

## 概説
法科大学院は「専門職大学院であって、法曹に必要な学識及び能力を培うことを目的とするもの」と、「法科大学院の教育と司法試験等との連携等に関する法律 第2条第1項」が定めている。法科大学院制度は、2004年（平成16年）4月に創設された。
法科大学院の課程の標準修業年限は、3年である。ただし、入学試験で各法科大学院で法学既修者の水準にあると認められた場合、2年とすることもできる（専門職大学院設置基準）。一般に、3年の課程を法学未修者課程、2年の課程を法学既修者課程という。
修了要件は、93単位以上の単位の修得である（専門職大学院設置基準）。修了者は、新司法試験の受験資格及び「法務博士（専門職）」の専門職学位を取得する（学位規則）。「既修」の課程（2年間）であっても、飽くまで標準修業年限は3年であるため、「法務博士（専門職）」となる。
かつての法科大学院修了者は、新司法試験の受験が5年以内に3回と制限されていた。2014年（平成26年）5月に改正司法試験法が成立して2015年から受験回数制限は撤廃されたが、修了後5年までとする制限が残存して事実上受験は5回までとなる。5回で新司法試験に合格しなかった場合、再度新司法試験を受験するためには、再度法科大学院に入学し修了するか、司法試験予備試験に合格して別途の受験資格を充足する必要がある（司法試験法第4条）。
2011年（平成23年）から実施されている予備試験（司法試験法第5条）に合格した者は、法科大学院修了者と同等の資格・条件で新司法試験を受験することができる。
2017年（平成29年）に、京都大学大学院法学研究科、慶應義塾大学大学院法務研究科、神戸大学大学院法学研究科、中央大学大学院法務研究科、東京大学大学院法学政治学研究科、一橋大学大学院法学研究科、早稲田大学大学院法務研究科の東西7校が連携し、先導的法科大学院懇談会（LL7）を設立し、トップスクールの広報活動や法曹養成教育あり方の検討などにあたっている。
法学部と直結した大学院の研究科は「法学研究科」であり、法科大学院は専門職大学院であるため、法学部と直結した関係とは言えない。

## 歴史

### 導入の経緯
法曹の質を維持しつつ、法曹人口拡大の要請に応える新しい法曹養成制度として導入された。従来の司法試験は、受験生が司法試験予備校に依存して受験技術を優先した勉強にで合格することが増えたとされ、受験のみに卓越した合格者の増加は法曹の質的低下につながると判断し、従来の大学における法学教育よりも法曹養成に特化した教育を行い、将来の法曹需要増大に対して量的質的に十分な法曹を確保する目的で、導入された。

### 導入過程における問題点

#### 司法試験予備校に対する認識
法科大学院制度は、司法試験予備校の弊害を指摘して導入された。
司法制度改革審議会会長で近畿大学教授の佐藤幸治は平成13年6月20日の衆議院法務委員会で、枝野幸男委員の「受験予備校等の実態についてどれほど調べたのか」の問いに、「（予備校が）実際にどういう実情にあるかというのは、私はつまびらかにはしませんけれども、私の関係した学生やいろいろなものを通じて、どういう教育の仕方になっておってどうかということは、ある程度は私個人としては承知しているつもりであります。」と答弁した。枝野は「つまり、十分に御存じになっていなくてこういう結論を出しているわけですよ」として、法曹養成を審議する委員に予備校関係者が加わっていないことを指摘し、司法試験予備校の弊害を客観的に検証したか否かに疑問を呈している。財団法人日弁連法務研究財団が開催した「次世代法曹教育の調査研究とフォーラム」で若手弁護士らも同様の疑問を呈している。

#### 法曹需要増大の真偽
政府は2002年3月に閣議決定した「司法制度改革推進計画」で、新司法試験の合格者数を2010年頃に3,000人程度とすることを目指す、とした。内閣府規制改革・民間開放推進会議の規制見直し基準ワーキンググループは2005年7月4日の第16回会議で、新司法試験の合格者数を9,000人まで増加させるべきである、と提案した。実社会で弁理士や司法書士、税理士、社会保険労務士、行政書士が弁護士と一部業務が重複しているが、隣接業種を含めた法律家の需要について具体的な議論や検証が十分でないと批判があり、法曹人口も法科大学院の定数も国民、学生不在の単なる数合せにすぎないとする向きもある。
2006年12月1日現在の弁護士会登録人数は23,000名余だが、司法書士、弁理士等の隣接法律関連資格者数も広義の法曹に含めるべきであるとの意見も根強い。欧米諸国で司法書士等にあたる者はNotary（公証人）やSolicitor（事務弁護士）として法曹として扱われ、日本の弁護士の業務は、英国等における狭義の法廷弁護士（バリスター）が担当する業務に相当する。
司法制度改革審議会で司法制度改革と法曹養成制度に関する多くの慎重派の意見は省みられることなく、法科大学院制度は佐藤と中坊公平の主導による導入ありきの姿勢だった、と批判がある。
法科大学院の設置目的は、受験予備校を悪と扱い、ロースクールの導入で新たな利権となる学者ポストの確保である、と邪推する者もみられる。

### 政府・与党による弥縫策
法科大学院離れや予備試験人気が進んでいることを受けて、2018年に金田勝年前法務大臣や弁護士の大口善徳公明党国会対策委員長ら「法曹養成制度に関する与党検討会」は、「学校教育法を改正し法学部を3年で卒業できる法曹コースを導入することや、法科大学院在学中からの司法試験受験を可能にすることを、2019年度までにすべき」と緊急提言した。

## 法科大学院課程の法的基準
法科大学院課程の法的基準は、専門職大学院設置基準（平成15年文部科学省令第16号）に規定されている。標準修業年限は3年（18条2項）で、法科大学院において必要とされる法学の基礎的な学識を有すると認める者（法学既修者）は、修業年限を2年とすることができ、30単位を超えない範囲で法科大学院が認める単位を修得したものとみなすことができる（25条）。必要単位数は93単位以上とされている。
細目は、専門職大学院設置基準第5条第1項等の規定に基づく専門職大学院に関し必要な事項（文部科学省告示第53号）に規定されている。実務家教員はおおむね2割以上（2条3項）が要求され、他学部出身者や社会人の入学者が3割以上となるよう努めるもの（3条1項）とされる。
法律基本科目（憲法、行政法、民法、商法、民事訴訟法、刑法、刑事訴訟法に関する分野の科目）、法律実務基礎科目（法曹としての技能及び責任その他の法律実務に関する基礎的な分野の科目）、基礎法学・隣接科目（基礎法学に関する分野又は法学と関連を有する分野の科目）、展開・先端科目（先端的な法領域に関する科目その他の実定法に関する多様な分野の科目）を設けること（5条）、法律基本科目は50人を標準として授業を行うこと（6条）、年間登録単位の上限が1年につき36単位を標準として定める（7条）、とされる。

## 入学試験（法学既修者・未修者）
法科大学院の入学試験は、法科大学院ごとの個別試験（筆記試験及び面接試験）からなる。なお、従来は、法科大学院ごとの試験に先立ち、共通試験としての法学既修者試験（廃止済み）及び法科大学院適性試験（実質的に廃止済み）が行われていた。
各法科大学院の個別試験は、2年制の法学既修者コースと3年制の法学未修者コースの試験の2種類を同時あるいは前後にずらして実施するところ（多数）と、未修者を前提とする試験を実施して入学者を選抜した後に、その合格者を対象にさらに法学既修者認定試験を課すところ（早稲田大学の冬入試、名古屋大学など）がある。
司法試験合格率や合格者数、修了年数との関係で、学部生(法学部に限らず)の多くは法学既修者コースを第一志望とし、その抑えとして法学未修者コースを併願する場合が多い。人気校においても、入学の実質的難易度は、法学既修者コースと法学未修者コースとで大きく乖離しているのが現状である。もっとも、既修者コースにおいても、入学難易度において、法科大学院ごとに大きく乖離している（詳細は、以下「#未修と既修の学力格差」を参照）。
多くの大学院では、出願時において、適性試験の成績証明書、自己推薦書・志望理由書（100 - 5000字程度のステートメント）、学部の成績証明書、修了（見込み）証明書（大学院によってはTOEICやTOEFL、中国語検定等の外国語試験の成績）の提出を義務付けるとともに、任意提出書類として大学教員等の推薦書や、自己推薦書の内容を補強する資料としての賞状や証書等を指定している。
かかる書類の審査を経た後、大学院ごとに筆記試験が課される。
法学既修者コースにおいては、大学院により異なるものの、原則として憲法・民法・刑法・刑事訴訟法・民事訴訟法・商法・行政法の法律基本科目の中から、5〜7科目の論文式試験が課される。論文式試験の内容は、大学により異なるものの、司法試験を見据えた高度なものが多く、試験時には参照用に1人1冊の六法が配布されることが多い。
他方、法学未修者コースにおいては、法律科目は課されず、論理的思考力や文章表現力、読解力を測るための小論文試験、及び面接試験が課されるのが一般的である。なお、一部の大学では既修者コースにおいても面接試験を課すことがある。既修者コースの面接においては、多少の法的知識が問われる場合もあるが、少数派である。
いずれの大学院においても、以上によって得られた資料を総合的に判断して合否を決めるとされ、同一大学の学部生を優遇する等の、いわゆる推薦入試等は一切行われない（書類審査や面接において、出身学部等が特に有利に斟酌される場合はあり得る）。なお、いかなる資料をどの程度重要視するかは、大学院ごとに異なるものの、一般的には筆記試験の成績が最も重要視されていると言われている。

## 授与される学位
日本の法科大学院課程を修了すると、「法務博士（専門職）」の学位が得られる。他の専門職学位は「○○修士（専門職）」だが、法科大学院で取得できる学位は、J.D.（en:Juris Doctor）の和訳がそのまま充てられて、「法務博士（専門職）」と表示され、「博士」の文字を含む。しかし、修士や博士の学位とは異なり、司法試験の受験資格を得られる（但し、法科大学院修了後又は予備試験合格後「5年間で5回」の制限がある）という点が最大の特徴であり存在意義である。「法務博士（専門職）」は、前述のように「博士」の文字を含むものの、通常の大学院の課程で研究業績に対して授与される「修士」（この場合は修士論文の執筆が要求される）相当の学位である。修士号を取得するために必要な修士論文の執筆をすることなく、所定の単位数を取得すれば、法務博士の学位を取得できる。アメリカのロー・スクールでも、優秀な学生の中には、Juris Doctorの学位を取得した後、さらに、アメリカのロースクールの学位のうち最も高い学位Doctor of Juridical Scienceの取得を目指す者も見受けられる。日本では、法務博士（専門職）は、法学研究大学院の博士課程後期課程の入学資格を認められるが、博士前期課程をへて修士論文を執筆していないため、入学審査において別途、リサーチペーパーなど何らかの学術的業績を要求されることがある（他の専門職学位と共通する特典については、「専門職学位#専門職学位の意義」を参照）。

## 第三者認証評価

### 認証評価機関
学校教育法第109条で、法科大学院は認証評価機関による評価を受けるもの、とされている。認証評価機関は文部科学大臣の認証を受けた機関で、日弁連法務研究財団、独立行政法人大学改革支援・学位授与機構（2015年まで大学評価・学位授与機構）、大学基準協会がある。

### 法科大学院不適合の評価続発
愛知大学の法科大学院が2008年に日弁連法務研究財団から不適合の評価を受けて以降、同年に大学評価・学位授与機構が北海道大学、千葉大学、一橋大学の各法科大学院と香川大学・愛媛大学連合大学院が、日弁連法務研究財団から山梨学院大学、東海大学、京都産業大学が、それぞれ不適合の評価を受けている。2009年3月に北海道大学、千葉大学、一橋大学の各法科大学院は、追評価で適合認定を受けた。
2009年に大学評価・学位授与機構から同志社大学、神戸学院大学の法科大学院が、大学基準協会から大阪学院大学、神奈川大学、関西大学、関東学院大学、甲南大学、東北学院大学、日本大学、白鷗大学、名城大学の各法科大学院がそれぞれ不適合の評価を受けている。
2004年4月に開学した法科大学院68のうち、不適合の評価を受けた法科大学院はあわせて22であった。
上記の不適合評価を受けた法科大学院のうち、姫路獨協大学の法科大学院は、2009年1月に実施した2010年度の入学試験で合格者が一人もなく再募集も断念して入学者が不在となり、2011年度以降の学生募集を停止して国内で初めて法科大学院の廃止を決めた。
新潟大学法科大学院など定員充足率20%以下や志願者が定員に満たない法科大学院も少なくない。

## 法科大学院制度に対する批評

### 主な意見
法科大学院制度や司法試験制度をめぐって、各界各層から様々な意見が出されている。主な意見として次のようなものがある。
- 日本経団連は、将来的に法科大学院の卒業生が多数企業に入社することが想定できるとし、企業の即戦力確保の見地から知的財産技術・法律の双方が分かる人材・国際感覚の備わった人材の育成を求めている[21]。
- 弁護士実務界において、既にロースクール出身者が多数輩出されているが、これらの内の相当程度の数の者が「実務において（各自の母校である当該）ロースクールで学習した内容は役立っていない。」「ロースクールは大学の延長に過ぎず、法曹実務に直接関連しない講義内容（形式的には関連する科目名となっているが）となっている。」との評価をしている[22]。

### 制度自体の問題点

#### 法科大学院の教育能力
従来、法学部では実務教育が全く行われてこなかったため、司法試験に合格しても、司法研修所で再教育をしなければならなかった。それを改め、理論と実務の統合を図るために、法科大学院をつくったのであるが、現状は、理論は研究者、実務は実務家と分断されたままである。しかも、新・司法試験は相変わらず判例や法解釈が中心なので、予備校に頼る学生は少なくない。
また、法科大学院は、旧司法試験合格者の輩出がない又は極端に少ない大学にも設置されており、法科大学院の法曹教育機関としての能力を疑問視する声も一部ある。前述の「次世代法曹教育の調査研究とフォーラム」においては、司法研修所教官経験者から、「大学は司法試験予備校に教育において負けた」が、「その点を大学人は見ようとしないし認めようとしない、そこに大きな問題がある」との指摘がなされた。
実際、新司法試験の採点の結果では、旧制度の修習生について指摘されていたマニュアル指向・正解指向等の問題点が改善されていない。
また、ロースクールにおける要件事実教育については旧制度の前期修習終了時程度の学力の習得が図られるはずであったが、新60期修習生には特別に司法研修所において導入研修が行われたにもかかわらず、二回試験に不可となった者については、最高裁によって、法曹実務として必要な最低限の能力を取得しているものと到底評価できなかったとされ、ロースクールは法曹界のゆとり教育に他ならないと評価するむきもある。

#### 未修と既修の学力格差
本来、法科大学院は一律に同一の修業年限であるべきであるとされる。しかし、法科大学院を受験する者の中には、大学の法学部ですでに法律学を学んだ者や、法学部出身ではないが、法律系の国家資格を受験するため等の理由で独自に法律学を学んだ者もいる。そこで、法科大学院には、標準コース（3年課程）の他に、法律学の基礎知識を有している者のための短縮コース（2年課程）が用意されている。前者を一般的に「法学未修者コース」とよび、後者を「法学既修者コース」のよぶ。なお、未修者には既修者試験を受験したにもかかわらず不合格となった者も含む（詳細は、前述の「入学試験」を参照）。
すでに何年も法律学を学び、当該大学院の既修者試験に合格した者に、法律学を学んだことのない、ないしは既修者試験に不合格となった者が1年で追いつくことは一般的には困難であり、それゆえに、両コースの学生間の実力差が大きくなっている。
なお、既修者コース（短縮コース）を設置するかどうかは各法科大学院の任意であるものの、ほとんどの大学院はこれを設置しているどころか、もっぱらこれを基軸コースと認定している（各法科大学院のコース別募集人員を参照）。

#### 法科大学院の学費等
法科大学院の学費は極めて高額（国立大学では年間約80万円、私大では年間約100〜250万円）であり、経済的事情により進学の機会平等が阻害される危険がある。たしかに、総定員のうち一定数の学生の学費が免除になる法科大学院（青山学院大学、日本大学、専修大学など）も一部では登場してきている。しかし、高額の学費の他にも法科大学院進学に際しての費用（受験料、予備校代、書籍費、交通費など）も考慮すべきで、ある程度の経済的余裕がないと進学できないことは事実であり、財力のない者を法曹界から遠ざけているとの指摘もある。実際、最も利用が多いと思われる学生支援機構の奨学金を、第1種（無利子）・第2種（有利子）の併用で利用した場合、3年間（未修者コース）で1000万円を優に超える額の借金を背負い、卒業年の10月から返済を迫られることとなる。
なお、鳥居泰彦は、第57回司法制度審議会において、「これからの時代の高等教育制度の下で、経済的事情で、例えば大学あるいは大学院に進学できないという状況に追い込まれる人というのは、そんなにたくさんいるんだろうかと考えると、まず社会的な発展段階から考えてそんなにいるはずがない。」と述べ、経済的事情で進学が困難になる者がいる問題を無視・軽視する発言を行った。しかし、高級車1台分に匹敵する学費の他にも法科大学院進学に際しての機会費用（受験料、予備校代、書籍費、交通費など）も考慮すべきであり、ある程度の経済的余裕がないと進学できないことは事実で、財力のない者を法曹界から遠ざけていることは否定できないという意見もある（毎日新聞2008年9月10日）。このために予備試験受験者が急増し、最年少記録が何度でも更新される事態が発生している。
法科大学院制度は、当の法曹界からも「法曹を目指す者に時間と金銭の浪費を強いるものである」という指摘が出された。

#### 設置大学の財政負担
2017年に法科大学院の募集停止の発表をした青山学院大学の三木義一学長は会見を開き、法科大学院には多くの教員が必要であり、財政的に維持が困難となったとした。また、同大の後藤昭法科大学院長は、「競争に負けた」として、文部科学省からの補助金頼みの運営だったが、補助金の削減により運営に行き詰まったことを認めた。
2019年からの募集停止を決定した西南学院大学は、同大法科大学院の累積赤字が20億円に達するとした。

### その他の問題点
新司法試験に不合格となった場合、30歳前後の年齢で無職・職歴なしとなるが、それに対する救済措置は何ら考慮されておらず、社会全体で考える必要があるとされている。
また、受験業界では「すでに法科大学院バブルははがれ落ちた」とささやかれ、現実に2012年度入試では、法学系の学部・学科の競争率・難易度低下が顕著な傾向となった。しかし、この現象が意味するところは、たとえ法曹専門職等につかないとしても、法律学のもつ論理的思考方法・能力や「リーガル・マインド」と称する高い倫理性を内包した社会常識を相応に身につけさせる機能を不十分ながらも果たしてきた学部・学科の衰退・空洞化を意味する。

## 比較

### 司法試験予備試験との比較
司法試験予備試験（以下「予備試験」という。）は、法科大学院修了者と同等の学識等を有するかどうかを判定する試験とされている（司法試験法5条1項）。しかし、司法試験合格率を見ると、「同等」どころか、法科大学院修了者よりも予備試験合格者のほうが遥かに高い合格率を叩き出している。令和4年司法試験においては、法科大学院ルートでの受験者の合格率が37.6％（2,677人中1,008人合格）であったのに対し、予備試験ルートでの受験者の合格率は97.5％（405人中395人合格）であり、予備試験ルートが法科大学院ルートを60ポイント近く上回ることになる。

### 旧司法試験による法曹養成との比較
法曹資格取得期間の長期化は法曹志望者数そのものを急減させた。旧司法試験による法曹養成システムと比較しても、法科大学院の期間について、法曹資格を取得するまでの年限が旧制度よりは長くなっていることから、資格取得期間の短縮を求める意見が日本経団連などから提示されている。これを受け、京都大学や大阪公立大学などは法曹5年コースの設置を行っている。

### 各国の制度との比較

#### アメリカ合衆国
アメリカ合衆国においてはロースクールの修了後（司法試験は各州毎に行われ、ばらつきはあるものの）概ね7割程度の合格率が確保される。
アメリカ合衆国では学部段階に法学部が存在せず、法学教育は専門職大学院であるロースクールのみで行われている。これに対して、日本の法科大学院に進学する者は学部段階で法学部を卒業している者が大半（入学者全体の73.9%（平成19年度）・71.7%（平成18年度））である。
日本の制度では、法学部で学んだことを前提とすると、学部段階で4年間、法科大学院で2年（既修者コース進学の場合）、司法研修所で1年間の教育を受けて、初めて法曹となれる制度となっている。アメリカ合衆国における一般的な法曹養成コースであるJD取得過程の期間が3年間であることに比べると長いが、アメリカ合衆国人が法曹の道に入れるのは飛び級がない限り25歳からになるため、法曹界に入る年齢はだいたい同じである。日本で2020年代に本格化する5年制法曹コースに入ると、24歳で法曹界に入れるが、その道は狭い。
アメリカ合衆国の法務博士・法学博士一貫教育は日本にはまだ存在していない。

## 改善の取り組み

### 中教審による法科大学院教育の質向上のための方策
中央教育審議会大学分科会法科大学院特別委員会は、2009年4月に『法科大学院教育の質の向上のための改善方策について（報告）』を公表。「入学者の質と多様性の確保」、「修了者の質の保証」、「教育体制の充実」、「質を重視した評価システムの構築」を4本柱に、法科大学院の改善方策を提言した。
2010年1月22日、中央教育審議会大学分科会法科大学院特別委員会第3ワーキンググループは、上記報告を踏まえた各法科大学院の改善状況を取りまとめた。これによると、静岡大学、香川大学、鹿児島大学、東北学院大学、大東文化大学、東海大学、東洋大学、日本大学、愛知学院大学、京都産業大学、大阪学院大学、神戸学院大学、姫路獨協大学、久留米大学の14校が、抜本的な改善が必要で、重点的にフォローアップを実施する必要がある「重点校」とされた。また、信州大学、島根大学、琉球大学、白鷗大学、獨協大学、駿河台大学、國學院大學、神奈川大学、関東学院大学、桐蔭横浜大学、龍谷大学、近畿大学の12校が、改善が不十分で、継続的にフォローアップを実施する必要がある「継続校」とされている。これ以降も改善状況の取りまとめは定期的に行われ、2011年1月26日には大宮法科大学院大学、青山学院大学、明治学院大学の3校が継続校に追加された。さらに、2012年3月7日には駒澤大学、広島修道大学、西南学院大学、福岡大学の4校が継続校に追加された一方、静岡大学と東洋大学の2校は改善が認められて重点校から継続校へと変更された。2012年度末の時点で、募集停止または他校との統合が決定した姫路獨協大学と大宮法科大学院大学の2校を除いて重点校が11校、継続校が20校である。

### 法科大学院の将来
以上のような意見を踏まえて次のような新たな対策が模索されている。
- 学士・修士一貫教育を模した法学士・法務博士一貫教育を導入することで経費軽減を図っている[44][45]。
- 法務省は、新司法試験における配点について、2008年（平成20年）までは短答式試験と論文式試験の比重を1:4としていた[46]が、2009年（平成21年）以降はこの比重を1:8とし[47]、短答式試験より論文式試験の比重を重視するように見直した。
- 中教審は、法曹の質の低下を防ぐため、法科大学院の志願者に義務づけられている適性試験について、総受験者の下位から15%程度を目安に大学院入学の「最低基準点」を設定するべきだとした[48]。
- 同様の見地から、中教審は、競争倍率が2倍を割っている大学院について定員削減を求めることとし、法科大学院の統廃合を進めていこうとしている[49]。
- 自民党有志からなる「法曹養成と法曹人口を考える国会議員の会」は、法科大学院の成績評価、修了認定など養成課程の厳格化、司法試験受験資格制限の撤廃など5項目を「緊急提言」した[50]。
- 民主党は「法科大学院、新司法試験、予備試験、法曹人口のあり方等についてプロジェクトチーム」を設置した[51]。
- 自民党の司法制度調査会では法科大学院修了者に隣接法律職の資格を付与、試験科目を一部免除する意見が出された[52]。

## 法科大学院の設置状況

### 都市部への集中
法科大学院間の競争が激化するにつれ、運営のマンパワーや資金が不足しがちな地方の法科大学院や、合格実績の振るわない都市圏の法科大学院は淘汰されていった。それにより、関東圏・関西圏に法科大学院が集中することとなった。
2023年現在、関東関西以外の法科大学院の地方ごとの設置状況（学生募集を実施しているものに限る）を俯瞰すると、
- 北海道・・北海道大学法科大学院
- 東北・・東北大学法科大学院
- 東海・・名古屋大学法科大学院、南山大学法科大学院、愛知大学法科大学院
- 北陸・・金沢大学法科大学院
- 中国・・岡山大学法科大学院、広島大学法科大学院
- 九州・・九州大学法科大学院、福岡大学法科大学院
- 沖縄・・琉球大学法科大学院

となっており、各地方に1つか2つある程度となっている。また、甲信越や四国といった空白地域も存在する。

### 法科大学院の一覧
| 区分 | 大学院名           | 研究科名           | 専攻名           | 所在地 | 開設年度   |
| ---- | ------------------ | ------------------ | ---------------- | ------ | ---------- |
| 国立 | 北海道大学大学院   | 法学研究科         | 法律実務専攻     | 北海道 | 平成16年度 |
| 国立 | 東北大学大学院     | 法学研究科         | 総合法制専攻     | 宮城県 | 平成16年度 |
| 国立 | 千葉大学大学院     | 専門法務研究科     | 法務専攻         | 千葉県 | 平成16年度 |
| 国立 | 筑波大学大学院     | ビジネス科学研究科 | 法曹専攻         | 東京都 | 平成17年度 |
| 国立 | 東京大学大学院     | 法学政治学研究科   | 法曹養成専攻     | 東京都 | 平成16年度 |
| 国立 | 一橋大学大学院     | 法学研究科         | 法務専攻         | 東京都 | 平成16年度 |
| 国立 | 金沢大学大学院     | 法学研究科         | 法務専攻         | 石川県 | 平成16年度 |
| 国立 | 名古屋大学大学院   | 法学研究科         | 実務法曹養成専攻 | 愛知県 | 平成16年度 |
| 国立 | 京都大学大学院     | 法学研究科         | 法曹養成専攻     | 京都府 | 平成16年度 |
| 国立 | 大阪大学大学院     | 高等司法研究科     | 法務専攻         | 大阪府 | 平成16年度 |
| 国立 | 神戸大学大学院     | 法学研究科         | 実務法律専攻     | 兵庫県 | 平成16年度 |
| 国立 | 岡山大学大学院     | 法務研究科         | 法務専攻         | 岡山県 | 平成16年度 |
| 国立 | 広島大学大学院     | 人間社会科学研究科 | 実務法学専攻     | 広島県 | 平成16年度 |
| 国立 | 九州大学大学院     | 法務学府           | 実務法学専攻     | 福岡県 | 平成16年度 |
| 国立 | 琉球大学大学院     | 法務研究科         | 法務専攻         | 沖縄県 | 平成16年度 |
| 公立 | 東京都立大学大学院 | 法学政治学研究科   | 法曹養成専攻     | 東京都 | 平成16年度 |
| 公立 | 大阪市立大学大学院 | 法学研究科         | 法曹養成専攻     | 大阪府 | 平成16年度 |
| 私立 | 学習院大学大学院   | 法務研究科         | 法務専攻         | 東京都 | 平成16年度 |
| 私立 | 慶應義塾大学大学院 | 法務研究科         | 法務専攻         | 東京都 | 平成16年度 |
| 私立 | 上智大学大学院     | 法学研究科         | 法曹養成専攻     | 東京都 | 平成16年度 |
| 私立 | 専修大学大学院     | 法務研究科         | 法務専攻         | 東京都 | 平成16年度 |
| 私立 | 創価大学大学院     | 法務研究科         | 法務専攻         | 東京都 | 平成16年度 |
| 私立 | 中央大学大学院     | 法務研究科         | 法務専攻         | 東京都 | 平成16年度 |
| 私立 | 日本大学大学院     | 法務研究科         | 法務専攻         | 東京都 | 平成16年度 |
| 私立 | 法政大学大学院     | 法務研究科         | 法務専攻         | 東京都 | 平成16年度 |
| 私立 | 明治大学大学院     | 法務研究科         | 法務専攻         | 東京都 | 平成16年度 |
| 私立 | 早稲田大学大学院   | 法務研究科         | 法務専攻         | 東京都 | 平成16年度 |
| 私立 | 愛知大学大学院     | 法務研究科         | 法務専攻         | 愛知県 | 平成16年度 |
| 私立 | 南山大学大学院     | 法務研究科         | 法務専攻         | 愛知県 | 平成16年度 |
| 私立 | 同志社大学大学院   | 司法研究科         | 法務専攻         | 京都府 | 平成16年度 |
| 私立 | 立命館大学大学院   | 法務研究科         | 法曹養成専攻     | 京都府 | 平成16年度 |
| 私立 | 関西大学大学院     | 法務研究科         | 法曹養成専攻     | 大阪府 | 平成16年度 |
| 私立 | 関西学院大学大学院 | 司法研究科         | 法務専攻         | 兵庫県 | 平成16年度 |
| 私立 | 福岡大学大学院     | 法曹実務研究科     | 法務専攻         | 福岡県 | 平成16年度 |

閉鎖または閉鎖予定の一覧
| 区分 | 大学院名           | 研究科名                          | 専攻名         | 所在地   | 開設年度   | 募集停止年度 | 閉鎖年度   |
| ---- | ------------------ | --------------------------------- | -------------- | -------- | ---------- | ------------ | ---------- |
| 私立 | 姫路獨協大学大学院 | 法務研究科                        | 法務専攻       | 兵庫県   | 平成16年度 | 平成23年度   | 平成25年度 |
| 私立 | 明治学院大学大学院 | 法務職研究科                      | 法務専攻       | 東京都   | 平成16年度 | 平成25年度   | 平成28年度 |
| 私立 | 大宮法科大学院大学 | 法務研究科                        | 法務専攻       | 埼玉県   | 平成16年度 | 平成25年度   | 平成27年度 |
| 私立 | 神戸学院大学大学院 | 実務法学研究科                    | 実務法学専攻   | 兵庫県   | 平成16年度 | 平成25年度   | 平成26年度 |
| 私立 | 駿河台大学大学院   | 法務研究科                        | 法曹実務専攻   | 東京都   | 平成16年度 | 平成25年度   | 平成28年度 |
| 私立 | 東北学院大学大学院 | 法務研究科                        | 法実務専攻     | 宮城県   | 平成16年度 | 平成26年度   | 平成27年度 |
| 私立 | 大阪学院大学大学院 | 法務研究科                        | 法務専攻       | 大阪府   | 平成16年度 | 平成26年度   | 平成28年度 |
| 国立 | 島根大学大学院     | 法務研究科                        | 法曹養成専攻   | 島根県   | 平成16年度 | 平成27年度   | 平成31年度 |
| 国立 | 信州大学大学院     | 法曹法務研究科                    | 法曹法務専攻   | 長野県   | 平成17年度 | 平成27年度   | 平成28年度 |
| 国立 | 新潟大学大学院     | 実務法学研究科                    | 実務法学専攻   | 新潟県   | 平成16年度 | 平成27年度   | 平成28年度 |
| 国立 | 香川大学大学院     | 香川大学・愛媛大学 連合法務研究科 | 法務専攻       | 香川県   | 平成16年度 | 平成27年度   | 平成28年度 |
| 国立 | 鹿児島大学大学院   | 司法政策研究科                    | 法曹実務専攻   | 鹿児島県 | 平成16年度 | 平成27年度   | 平成28年度 |
| 私立 | 東海大学大学院     | 実務法学研究科                    | 実務法律学専攻 | 東京都   | 平成16年度 | 平成27年度   | 平成28年度 |
| 私立 | 大東文化大学大学院 | 法務研究科                        | 法務専攻       | 東京都   | 平成16年度 | 平成27年度   | 令和6年度  |
| 私立 | 関東学院大学大学院 | 法務研究科                        | 実務法学専攻   | 神奈川県 | 平成16年度 | 平成27年度   |            |
| 私立 | 龍谷大学大学院     | 法務研究科                        | 法務専攻       | 京都府   | 平成17年度 | 平成27年度   | 平成29年度 |
| 私立 | 久留米大学大学院   | 法務研究科                        | 法務専攻       | 福岡県   | 平成16年度 | 平成27年度   |            |
| 私立 | 広島修道大学大学院 | 法務研究科                        | 法務専攻       | 広島県   | 平成16年度 | 平成27年度   | 平成28年度 |
| 私立 | 獨協大学大学院     | 法務研究科                        | 法曹実務専攻   | 埼玉県   | 平成16年度 | 平成27年度   | 平成28年度 |
| 私立 | 白鷗大学大学院     | 法務研究科                        | 法務専攻       | 栃木県   | 平成16年度 | 平成27年度   | 平成28年度 |
| 国立 | 静岡大学大学院     | 法務研究科                        | 法務専攻       | 静岡県   | 平成17年度 | 平成28年度   | 平成30年度 |
| 国立 | 熊本大学大学院     | 法曹養成研究科                    | 法曹養成専攻   | 熊本県   | 平成16年度 | 平成28年度   | 平成30年度 |
| 私立 | 東洋大学大学院     | 法務研究科                        | 法務専攻       | 東京都   | 平成16年度 | 平成28年度   |            |
| 私立 | 愛知学院大学大学院 | 法務研究科                        | 法務専攻       | 愛知県   | 平成17年度 | 平成28年度   | 平成28年度 |
| 私立 | 京都産業大学大学院 | 法務研究科                        | 法務専攻       | 京都府   | 平成16年度 | 平成28年度   | 令和2年度  |
| 私立 | 山梨学院大学大学院 | 法務研究科                        | 法務専攻       | 山梨県   | 平成16年度 | 平成28年度   | 平成29年度 |
| 私立 | 神奈川大学大学院   | 法務研究科                        | 法務専攻       | 神奈川県 | 平成16年度 | 平成28年度   | 平成30年度 |
| 私立 | 國學院大学大学院   | 法務研究科                        | 法務職専攻     | 東京都   | 平成16年度 | 平成28年度   | 平成30年度 |
| 私立 | 中京大学大学院     | 法務研究科                        | 法務専攻       | 愛知県   | 平成16年度 | 平成28年度   | 平成30年度 |
| 私立 | 成蹊大学大学院     | 法務研究科                        | 法務専攻       | 東京都   | 平成16年度 | 平成29年度   | 令和3年度  |
| 私立 | 名城大学大学院     | 法務研究科                        | 法務専攻       | 愛知県   | 平成16年度 | 平成29年度   | 令和2年度  |
| 私立 | 北海学園大学大学院 | 法務研究科                        | 法務専攻       | 北海道   | 平成17年度 | 平成30年度   | 令和6年度  |
| 私立 | 立教大学大学院     | 法務研究科                        | 法務専攻       | 東京都   | 平成16年度 | 平成30年度   |            |
| 私立 | 桐蔭横浜大学大学院 | 法務研究科                        | 法務専攻       | 神奈川県 | 平成16年度 | 平成30年度   |            |
| 私立 | 青山学院大学大学院 | 法務研究科                        | 法務専攻       | 東京都   | 平成16年度 | 平成30年度   | 令和3年度  |
| 国立 | 横浜国立大学大学院 | 国際社会科学府                    | 法曹実務専攻   | 神奈川県 | 平成16年度 | 平成31年度   |            |
| 私立 | 近畿大学大学院     | 法務研究科                        | 法務専攻       | 大阪府   | 平成16年度 | 平成31年度   | 令和3年度  |
| 私立 | 西南学院大学大学院 | 法務研究科                        | 法曹養成専攻   | 福岡県   | 平成16年度 | 平成31年度   | 令和4年度  |
| 私立 | 甲南大学大学院     | 法学研究科                        | 法務専攻       | 兵庫県   | 平成16年度 | 令和2年度    | 令和5年度  |
| 私立 | 駒澤大学大学院     | 法曹養成研究科                    | 法曹養成専攻   | 東京都   | 平成16年度 | 令和5年度    |            |

## 入試入学状況

### 入学者数と合格率
制度導入の検討当初、司法試験制度改革審議会意見書において「法科大学院では、その課程を修了した者のうち相当程度の者（例えば約7〜8割）が新司法試験に合格できるよう、充実した教育を行うべきである。」との努力目標が出された。しかし、同時に、司法制度改革審議会では、（各大学の要望として）「7割とか8割ということが多い」が、「どの大学も7割、8割ということは制度設計としてはあり得ない」とも述べられていた。ここで問題とされている合格率は5年で3回受験した場合の累積合格率であり、単年度合格率ではない（実施年別の新司法試験の単年度合格率についての詳細は、新司法試験の項目の該当節参照）。
当初は20-30校が適正規模と考えられていたが、実際には74校も乱立し定員が約5800名となったのも誤算であり、司法試験の合格率の低迷を問題視する見地から、「才能ある人材を引き付けるには余りにもリスクが大きく、新たな法曹養成制度の中核と位置付けられた法科大学院制度を崩壊させかねない」との声明が法科大学院関係者有志（教授代表者等）からなされ、また、一部の法科大学院教員の間では、「新司法試験が過酷な競争試験となり予備校に行かなければ合格できないという点で現在の司法試験と変わらないものになる」との声もでているが、定員5800と新司法試験の予定合格者数3000名から単純計算すると、単年度合格率は約5割となるが、累積合格率であれば9割に近い数字となる。
このような見地から、単年度合格率のみに過度に着目する議論は適切でないし、単年度合格率を改革審意見書の「7〜8割」という数字と比較して論ずることは不適切であるとの指摘がなされている。

### 法科大学院の定員割れ
2010年現在、入学者が定員割れとなる大学院が司法試験合格率の低い学校を中心にかなり多くなっている。もっとも、法科大学院間で大きな格差があり、新司法試験の合格率が比較的良好な人気の高い大学院においては数倍以上の競争倍率は通常である。もちろん、定員割れの大学院においても志望者全員が入学できる（全入）ということを意味するものではない。合格者はどの大学院も志願者より少ないが、合格者自体定員より少ない学校、および入学者（＝合格者 - 辞退者）が定員より少ない学校がそれぞれ存在する。そのような事情もあり、法科大学院の募集を停止した大学院も、姫路獨協大学（2011年度以降）、明治学院大学・大宮法科大学院大学・神戸学院大学・駿河台大学（以上は2013年度以降）、東北学院大学・大阪学院大学（以上は2014年度以降）、島根大学・東海大学・大東文化大学・信州大学・関東学院大学・新潟大学・龍谷大学・香川大学愛媛大学（2大学連合）・久留米大学・鹿児島大学・広島修道大学・獨協大学・白鷗大学（以上は2015年度以降）と2014年6月現在で20校に達している。その後も募集停止が相次ぎ、2023年5月現在、当初の74校中、40校が募集停止となり、残り34校となっている。

### 志願者数及び入学者数の推移表

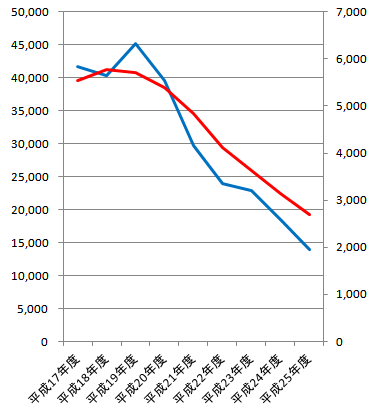
法科大学院の志願者数及び入学者数の推移（単位：人）
志願者数（左軸）
入学者数（右軸）

| 年度       | 志願者数 | 入学者数 |
| ---------- | -------- | -------- |
| 平成16年度 | 72,800人 | 5,767人  |
| 平成17年度 | 41,756人 | 5,544人  |
| 平成18年度 | 40,341人 | 5,784人  |
| 平成19年度 | 45,207人 | 5,713人  |
| 平成20年度 | 39,555人 | 5,397人  |
| 平成21年度 | 29,714人 | 4,844人  |
| 平成22年度 | 24,014人 | 4,122人  |
| 平成23年度 | 22,927人 | 3,620人  |
| 平成24年度 | 18,446人 | 3,150人  |
| 平成25年度 | 13,924人 | 2,698人  |
| 平成26年度 | 11,450人 | 2,272人  |
| 平成27年度 | 10,370人 | 2,201人  |
| 平成28年度 | 8,274人  | 1,857人  |
| 平成29年度 | 8,159人  | 1,704人  |
| 平成30年度 | 8,058人  | 1,621人  |

#### 志願者数低迷に関する見解
- 2017年に法科大学院の募集停止を発表した青山学院大学の三木義一学長は、法曹の増大に対応した社会環境が十分に整わなかったこと等で、志願者や入学者の減少が止まらなかったため、財政的に法科大学院の維持が困難になったとした[85][31]。
- 2018年、首都圏の国立大学で初めて法科大学院の募集停止を発表した横浜国立大学は、長谷部勇一学長や、大門正克副学長、法科大学院統括の泉宏之教授が会見を開き、予備試験人気のため法科大学院志願者の低迷が続き、閉鎖を余儀なくされたとした[86][87]。

実際は司法試験の合格者数を1500人前後という前提があり、そのために法科大学院の定員数を削減して来たとも言える。
法科大学院の総定員数が約5500人から約2100人と削減されて、2020年の段階では法科大学院の実質競争倍率は2～3倍前後になっている。

## 関連文献
- 『法科大学院と司法試験の現状と課題〜データ分析を中心に〜』（日本弁護士連合会法曹養成対策室報4、2009）
- 『法科大学院における実務基礎教育の現状と課題―シラバス調査の結果から見えてくるもの―』（日本弁護士連合会法曹養成対策室報3、2008）